# Frans Schraven
Franciscus (Frans) Hubertus Schraven (ur. 13 października 1873 w Lottum, zm. 9 października 1937 w Zhengding) – holenderski lazarysta, misjonarz, biskup i sługa boży Kościoła katolickiego.

## Biografia
17 grudnia 1898 został wyświęcony na diakona, a rok później 28 maja 1899 został wyświęcony na kapłana. 3 grudnia 1920 wyznaczono go na wikariusza apostolskiego Chin. 16 grudnia tego samego roku wyznaczony na biskupa tytularnego Amyclae. 10 kwietnia 1921 otrzymał święcenia biskupie. Został spalony żywcem wraz z ośmioma towarzyszami przez wojska japońskie. Obecnie trwa jego proces beatyfikacyjny.